# Keny Arkana
Pour les articles homonymes, voir Arkana.
Keny Arkana, née le 20 décembre 1982 à Boulogne-Billancourt, est une rappeuse française ayant grandi à Marseille. Militante altermondialiste, elle fait partie du collectif La Rage du peuple créé en 2004 dans le quartier de Noailles à Marseille.

## Biographie

### Enfance et débuts
Keny Arkana naît le 20 décembre 1982, grandit à Marseille et vit une enfance tumultueuse, faite de nombreuses fugues. « Ses esquives se multiplient, ses bêtises aussi, au point qu’un juge pour enfants décide de la placer en foyer. Elle a 11 ans,. » Ces événements sont évoqués dans les chansons J'viens d'l'incendie, Je me barre, Eh connard, et L'Odyssée d'une incomprise.
Keny Arkana commence à rapper ses premiers textes à l'âge de douze ans. En 1996, elle commence à se produire devant ses camarades de foyer. Elle se fait connaître dans l'underground, à la Friche de la Belle de Mai. Deux collectifs auxquels elle appartient successivement se forment : Mars Patrie et État-Major.
État Major, initialement composé de 13 personnes (huit MCs, deux DJs et trois danseurs) est un tremplin pour Keny Arkana. Un premier maxi vinyle paraît en 2003, porté par une formation État Major alors composée de Kao Domb’s, Chakra Alpha et DJ Truk. Ce groupe lui permet de se faire connaître du public marseillais. Elle participe à de nombreux concerts, mixtapes et émissions de radio, d'abord sous le nom de Keny, avant d'y apposer le nom d'Arkana, personnage de la série d'animation Les Mondes engloutis.

### Entre ciment et belle étoile(2006-2010)

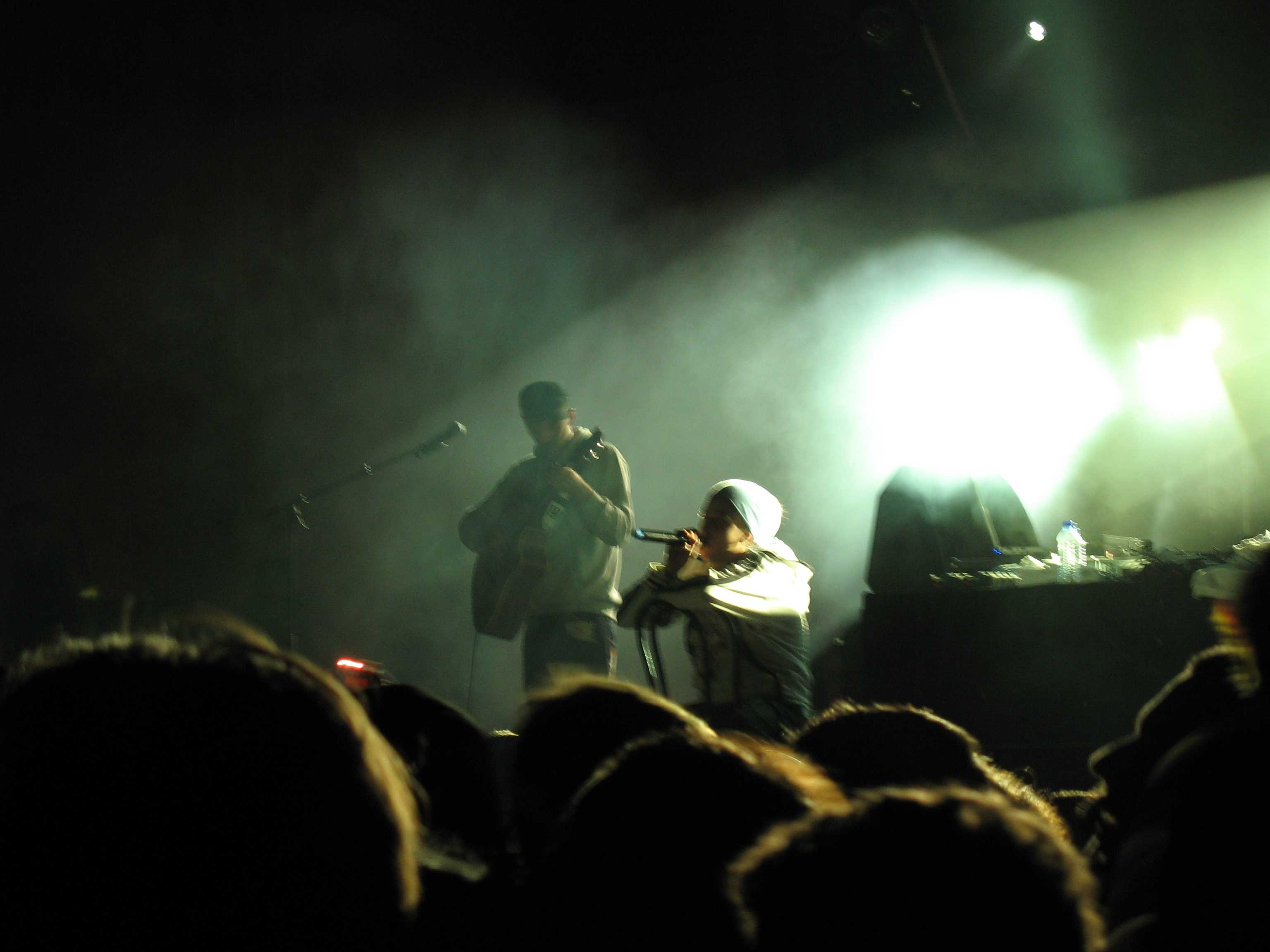
Rennes, 19 juillet 2007.

Après de nombreux titres et apparitions, Keny Arkana écrit son premier album. L'album, produit par Enterprise, Karl Colson, et Kilomaître Production, est publié en octobre 2006 sous le titre de Entre ciment et belle étoile, chez Because Music. Cet album retrace ses nombreux combats, notamment celui contre la globalisation capitaliste et contre l'oppression de l'État et du racisme institutionnel, mais aussi les moments difficiles de son enfance. Dans Eh connard, elle s'en prend au directeur d'un foyer qui considérait qu'elle n'avait pas d'avenir. Elle rend aussi un hommage à l'Argentine dont son père est originaire sur le titre Victoria (avec des paroles en espagnol de Claudio Ernesto Gonzalez) et « distille des touches d'espoir et de conscience ».
Au printemps 2007, Arkana annule ses concerts en raison d'une organisation défaillante (« les gens honnêtes ne sont pas très compétents, et les gens compétents pas très honnêtes ») en lançant un « appel aux sans-voix » afin de construire un autre monde pour la jeunesse. Durant l'été, elle participe à plusieurs festivals (Vieilles Charrues, Dour, Quartiers d'été…) et fait à l'automne une tournée française s'arrêtant notamment à l'Olympia de Paris. Le 23 septembre 2007 elle se produit en pleine rue dans le quartier populaire Les Pâquis à Genève en Suisse. Ce concert sauvage tenu sur un carrefour, au plein milieu de la rue, est en soutien à l'intersquat de Genève (en réponse à l'évacuation par la force de la quasi-totalité des squats genevois). En octobre 2007 sa première street-tape l'Esquisse vendu à plus de 60 000 exemplaires est rééditée.
En novembre 2007, alors qu'elle poursuit sa tournée nationale La tête dans la lutte, Keny Arkana interprète Nettoyage au Kärcher à la cérémonie du Prix Constantin de 2007. Selon L'Express, « Keny Arkana lance les hostilités. La rappeuse déboule tel un pitbull : « Elle est où la plus grande racaille ? À l'Élysée ! ». Ses partenaires sortent des nettoyeurs à haute pression Kärcher et font mine de nettoyer un acolyte affublé d’un masque de Nicolas Sarkozy. On cherche en vain du regard la ministre de la Culture, on découvrira le lendemain, dans les colonnes du Parisien, qu’il fut conseillé à la ministre Christine Albanel de s’installer dans la salle après la prestation de Keny Arkana ». Des militants du Front national détournent ce morceau dans « un clip à la gloire du parti d'extrême droite » lors de la campagne pour l'élection présidentielle française de 2007. Keny Arkana considère « [qu']ils enlèvent tout le couplet sur Le Pen. Ils prennent des images de La rage, qu'ils coupent avec leurs images à eux de nazis, et ils font une espèce de clip de propagande pro-Le Pen ». La même année, Keny Arkana donne un concert sauvage à Genève avec le collectif l'Appel aux sans voix, dont elle fait partie, dans le cadre d'une tournée en France dans les endroits oubliés, pour soutenir les gens qui luttent et tisser des liens avec des personnes qui n'ont pas l'habitude de prendre parole.

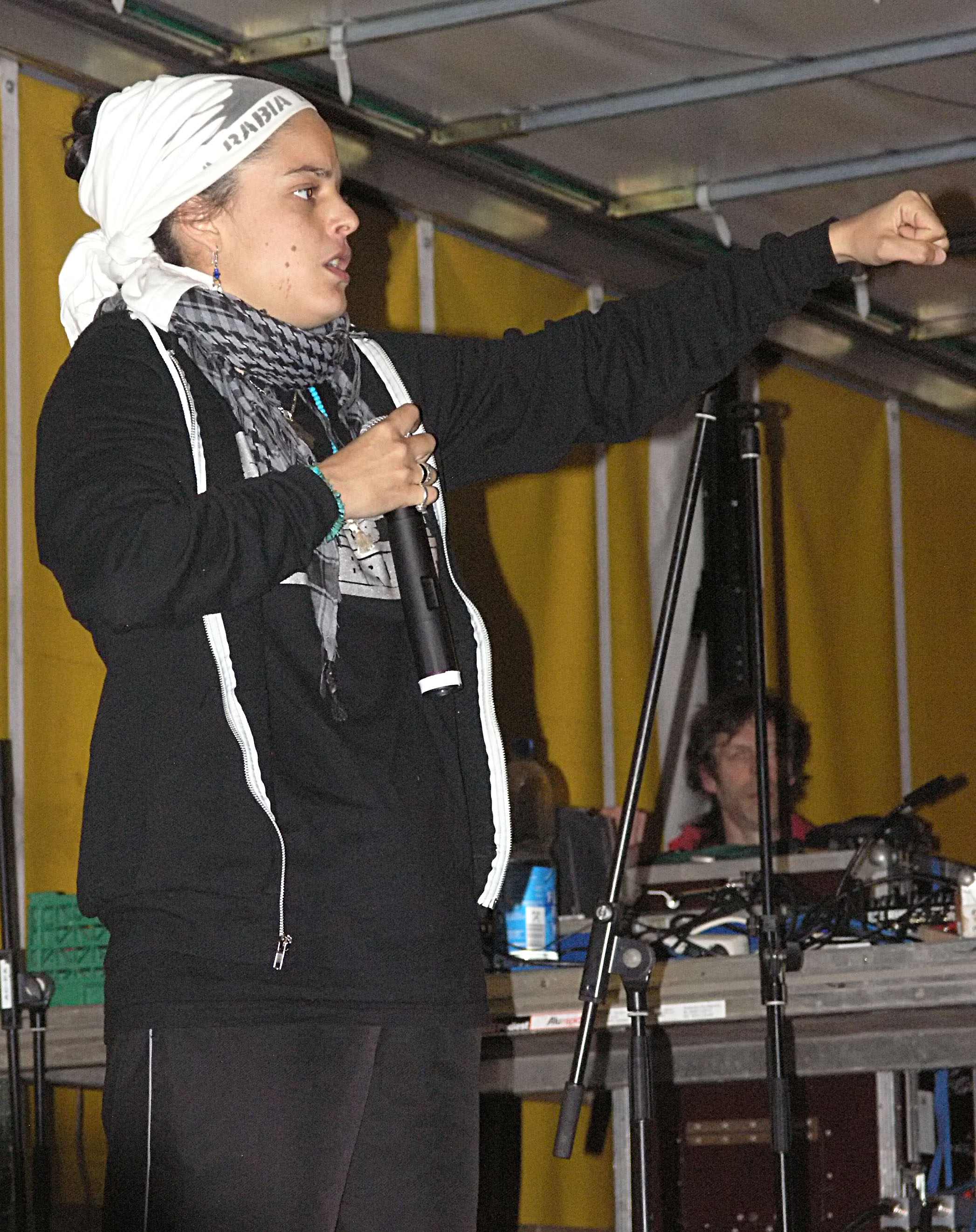
Keny Arkana en 2008 à Berlin Kreuzberg.

La même année, Arkana produit Un autre monde possible, un documentaire d'une soixantaine de minutes où elle récolte le témoignage de plusieurs personnes qui viennent des quatre coins du monde.[réf. nécessaire]
En 2008, Arkana fait la première partie de plusieurs concerts de Manu Chao et se produit dans de nombreux festivals comme les Eurockéennes de Belfort.[réf. nécessaire]

### Tout tourne autour du soleil(2011-2015)
Le 12 janvier 2011, son manager annonce sur Facebook que Keny Arkana est « est en train de terminer la mixtape L'Esquisse 2, prévu pour le printemps 2011 ». Le 23 avril 2011 sort le clip V pour Vérités, qui totalise près de 200 000 vues sur Youtube, une semaine après publication (en 2023, il dépasse les 10 000 000 vues), le jour même Keny Arkana annonce que son album L'Esquisse 2 sortira le 23 mai 2011. Le 11 mai elle sort un nouveau clip intitulé Marseille en featuring avec RPZ et Kalash l'Afro. Le 23 mai sort donc son quatrième album (deuxième mixtape) L'Esquisse 2.
Le deuxième album studio s'intitule Tout tourne autour du soleil et est publié le 3 décembre 2012. Le 13 juin 2012 sort Vie d'artiste, le premier extrait, Gens Pressés le second extrait, sort le 5 octobre.
En janvier 2013, un concert libre en plein air, en soutien à la ZAD de Notre-Dame-des-Landes est donné sur place lors du festi'ZAD devant 20.000 personnes, en plein hiver dans un champ de boue, avec une organisation minimaliste.

### État d'urgenceetL'Esquisse 3(2016-2020)
Le 27 mai 2016, Keny Arkana sort un nouvel EP intitulé État d'urgence, distribué à prix libre au format numérique. Cet EP est un album écrit à la suite des attentats du 13 novembre 2015 en France.
Keny sort sa mixtape L'Esquisse 3, le 2 juin 2017. En suit une tournée des festivals durant l'été 2017.

### Exode(depuis 2020)
Après un long silence, Keny Arkana fait son retour en 2020 avec une apparition dans l'album 13'Organisé, album réunissant une cinquantaine de rappeurs de Marseille sous l'égide de Jul. Elle est la seule femme présente sur cet album.
Elle annonce son retour en novembre 2020 et son troisième album, Exode, déjà prévu à la sortie de son dernier projet L'Esquisse 3, trois ans plus tôt. Pour préparer la sortie de ce prochain album elle sort dès la fin de l'année 2020 un premier morceau J'sais pas faire autrement,, suivi, le 1er janvier 2021, d'un deuxième, intitulé Viens mon frère. Ces deux nouvelles chansons sont les premiers extraits de ce qui semble être la mixtape Avant l'Exode qui annonce la sortie du prochain projet.

## Influences et militantisme
En solo depuis l'année 2003, Keny Arkana publie son premier maxi vinyle en 2004, Le Missile est lancé. Début décembre 2004, elle apparaît sur la compilation Om All Stars, aux côtés d'artistes et groupes marseillais tels que IAM ou Psy 4 de la rime. Elle y interprète Les Murs de ma ville, où elle rend hommage à sa ville. Elle fonde par ailleurs avec son manager LTK sa propre structure de production nommée La Callita avant de signer un contrat en 2006 chez Because Music. Elle réalise en solo la street-tape CD intitulée L'Esquisse.
Keny Arkana retranscrit, à travers ses écrits, son mal de vivre, et aussi sa vision du monde (la rabia del pueblo, « la rage du peuple »), ce qui lui vaut d'être assimilée aux mouvances altermondialiste, anticapitaliste, anarchiste, révolutionnaire et anticolonialiste du rap français,. Elle refusera cependant toute étiquette politique, se décrivant comme « impossible à encarter ».
Keny Arkana privilégie le militantisme, se définissant non comme une rappeuse, mais comme une contestataire qui fait du rap. Elle participe en 2004 à la fondation du collectif La Rage du peuple, qui milite pour « une colère positive, fédératrice, porteuse d'espoir et de changement. » Elle intervient ainsi dans de nombreux forums altermondialistes en Afrique et en Amérique du Sud et en tire un documentaire vidéo intitulé Un autre monde est possible (2006) tourné au fil de ses pérégrinations au Brésil, au Mali, au Mexique et en France.
En 2007, le sociologue Philippe Corcuff rapproche alors ses textes altermondialistes du langage néo-zapatiste du sous-commandant Marcos au Mexique et de la mélancolie radicale du philosophe allemand Walter Benjamin.
En 2021, Arkana annonce qu'elle quitte la France pour l'Amérique latine, qu'elle ne se fera pas vacciner et qu'elle est contre le passe sanitaire.

## Discographie

### Albums studio
- 2006 : Entre ciment et belle étoile
- 2012 : Tout tourne autour du soleil

### Mixtapes et EP
- 2003 : Volume 1 (maxi 3 titres)
- 2004 : Le missile est lancé (maxi 2 titres)
- 2005 : L'Esquisse (street-album, réédité en octobre 2007)
- 2006 : La Rage (maxi 2 titres)
- 2008 : Désobéissance (maxi)
- 2011 : L'Esquisse 2 (mixtape)
- 2016 : Victoria (2 titres)
- 2016 : État d'Urgence (EP 6 titres)
- 2017 : L'Esquisse 3 (mixtape)
- 2021 : Avant l'exode (EP 12 titres)

### Apparitions audio
- 1999 : Face cachée de Mars (feat. Chiraz, compilation Face cachée de Mars).
- 2001 : Solitude (Etat Major feat Jimi, mixtape Coup2Poker)
- 2002 : État Major feat. Mama Chi et Funkfenec (street-tape Guerilla Psychik volume 2).
- 2003 : Mise à l'amende (compilation Talents fâchés).
- 2004 : Les murs de ma ville (compilation OM All-Star).
- 2005 : Tueuse née (version alternative ft. Kayna Samet, inédit).
- 2005 : Ice Cream Remix (feat. Le Remède, street-tape, volume 1).
- 2005 : Jeunesse d'occident (compilations Stallag 13 & Street Skillz).
- 2005 : Style libre (compilation Rap Performance, disque 2)
- 2005 : Emmerdeurs du monde (feat. Segnor Alonzo compilation Mal Barré - Dj As & Dj Kayou)
- 2006 : Faut batailler (feat. 100 % Casa, compilation Crapstape, volume 1).
- 2006 : Musique salvatrice (feat. Kalash l'Afro, compilation Duos de chocs, volume 2).
- 2006 : Un pavé de plus (Compilation rappeurs français Hostile 2006).
- 2007 : Le front de la haine
- 2007 : Face aux passions (feat. L'Algérino, compilation Chroniques de Mars, volume 2).
- 2007 : Je dois tout au rap (feat. Mars One)
- 2007 : Libre maintenant (feat. Ak1)
- 2007 : De Buenos Aires à Kinshasa (feat. Monsieur R, album Le Che, Une braise qui brûle encore d'après le livre d'Olivier Besancenot)
- 2007 : Pourquoi je rappe (un titre de l'Eska Crew)
- 2007 : On communique (Feat RSP) issue de la net-tape HH-Style.com #20 "Hip-Hop Webzine"
- 2007 : Ferme pas la Porte 2 (Feat Marseille) issue de la mixtape du même nom
- 2008 : La cause avec le groupe La Phaze
- 2009 : POURQUOI en feat. avec S.N (album REFLEXION)
- 2009 : Rappel à l'ordre featuring rappeurs et policiers avec Le Brigadier [COLLECTIF LES REBEUX DES BOIS]
- 2009 : Appelle moi camarade (Ministère des affaires populaires, Les Bronzés font du Chti)
- 2009 : Fruits de la zone featuring TLF sur la mixtape Talents Fachés 4 coins de la France
- 2009 : Appel d'Urgence Révolution urbaine sur l'album L'histoire ne fait que commencer de Révolution urbaine (22 juin 2009)
- 2009 : Pas peur du micro (feat. SMOD)
- 2009 : Tu verras dans nos yeux Mik Delit featuring Keny Arkana et Soprano.
- 2009 : 13 soldats Mik Delit featuring Kalash L'Afro et autres.
- 2009 : Un autre monde Casus Belli
- 2009 : On oublie rien Zephir featuring Kalash L'Afro (Zephir présente Winners)
- 2009 : Maquisarde (Mixtape Pomerium Volume 2, sortie en 2009)
- 2010 : C'est pourquoi (featuring SN, sur la compilation Marseille Rap, 2010)
- 2010 : Vox Populis Sat l'Artificier featuring RPZ (Diaspora)
- 2010 : Bienvenue à Marseille (Remix) Puissance Nord feat. Faianatur & Stone Black (Carré Rouge) & Yak & Segnor Alonzo (Psy 4 De La Rime) & Degun et Soprano (Psy 4 de la rime)
- 2011 : Téléphone arabe sur le projet Din records Table d'écoute II featuring Médine, Salif, Tunisiano, Mac Tyer, Ol Kainry, La Fouine et Rim-K du 113
- 2011 : V pour vérités (extrait de l'Esquisse 2)
- 2011 : L'Homme en costard featuring Eriah
- 2011 : La Liste noire (de Saïz)
- 2012 : L'autre bout du monde (feat. Ladea sur la mixtape Qui veut ça vol. 2)
- 2012 : Imbattable feat. Lacrim sur l'album Faites entrer Lacrim
- 2013 : Triste Monde (Q.H.S. Remix) sur la net-tape Q.H.S. Remix Volume 1
- 2014 : Les portes du pénitencier Shtar Academy feat. Némir, Nekfeu, Nor, R.E.D.K, Tékila, Lino, Bakar, Psy 4 De La Rime, Sat l'Artificier, Médine, Orelsan & Gringe sur le projet de la Shtar Academy
- 2020 : Heat de Jul avec Sauzer, Elams, Sat l'Artificier et Banguiz, extrait de 13'Organisé
- 2021 : Faut qu’on s’en aille de Jul
- 2021 : Parlons Humain de Relo avec Akhenathon[33]

### Apparitions vidéos
- 1999 : Je rap donc je suis de Arte
- 2005 : Locataire des blocs de Berreta
- 2005 : La rage - (extrait de Entre ciment et belle étoile)
- 2006 : La mère des enfants perdus
- 2006 : Victoria - (extrait de Entre ciment et belle étoile)
- 2007 : Cracheur de flammes de Kalash l'Afro
- 2008 : Code Barbe de Médine
- 2008 : Le témoin du mal de Belek
- 2009 : Le retour du rap français de Kery James
- 2009 : The world needs you de Segnor Alonzo
- 2009 : Que des winners de Zephir
- 2011 : V pour vérités (extrait de L'Esquisse 2)
- 2011 : Marseille (extrait de l'Esquisse 2)
- 2011 : On s'met bien avec Outlaw et l'Insoumise
- 2011 : De l'opéra à la plaine 2 (extrait de L'Esquisse 2)
- 2012 : Marseille c'est HD de Zbatata, Ghetto Star et 11'43
- 2012 : Au jour le jour de Outlaw, Panarash, Shyper et L'insoumise
- 2012 : Vie d'artiste (1er extrait de Tout tourne autour du soleil)
- 2012 : Gens Pressés (2nd extrait de Tout tourne autour du soleil)
- 2012 : Biopic de Médine
- 2013 : Capitale de la rupture (3e extrait de Tout tourne autour du soleil)
- 2013 : Fille Du Vent (4e extrait de Tout tourne autour du soleil)
- 2013 : J'ai osé (5e extrait de Tout tourne autour du soleil)
- 2015 : T'as perdu les pédales d'Outlaw
- 2016 : Simplement Nous de Asken et Ant-One (Ex Sucre Roux)
- 2016 : L'Histoire se Répète (1er extrait d'État d'Urgence)
- 2016 : Une seule humanité (extrait d'État d'Urgence)
- 2017 : Abracadabra (extrait de L'Esquisse 3)
- 2017 : De L'Opéra à la Plaine 3 (extrait de L'Esquisse 3)
- 2018 : Madame La Marquise (extrait de L'Esquisse 3)
- 2020 : J'sais pas faire autrement - Avant l'Exode #1
- 2021 : Viens mon frère - Avant l'Exode #2
- 2021 : On les emmerde - Avant l'Exode #3
- 2021 : Anomalie - Avant l'Exode #4
- 2021 : Le Renouveau[réf. nécessaire]